# AMEE
AMEE（アミー、2000年3月23日 - ）は、ベトナムの女性歌手である。本名はチャン・フエン・ミー（Trần Huyền My）。St.319 Entertainment所属。

## 概要
AMEEはハノイに生まれ、15歳で歌手活動を開始した。2019年にSt.319 Entertainmentからデビュー後、リリースした「ANH NHÀ Ở ĐÂU THẾ」（あなたの家はどこ？）が大ヒットした。2020年にはデビューアルバム「dreAMEE」をリリースした。
AMEEは同年に開催されたアジアの音楽賞「2020 Mnet Asian Music Awards」にて、最優秀新人アジアアーティスト賞を受賞した。
2023年には、日本の東京・代々木公園で開催された「ベトナムフェスティバル2023」に出演した。

## ディスコグラフィ

### スタジオアルバム
| タイトル | 詳細                                                |
| -------- | --------------------------------------------------- |
| dreAMEE  | - リリース: 2020年 - レーベル: St.319 Entertainment |

### EP
| タイトル | 詳細                                                |
| -------- | --------------------------------------------------- |
| MỘNGMEE  | - リリース: 2024年 - レーベル: St.319 Entertainment |